# Гіади (міфологія)
Гіа́ди (грец. ÆΥάδες / Hyades — дощ) — німфи, імена, кількість і походження яких відмінні в різних джерелах. Гесіод згадує про сімох німф, подібних до харит, Фалес — про двох, Ферекід — про шістьох німф, які нібито взяли під свою опіку Діоніса. За Евріпідом, німф — дочок Ерехтея — було три.
Згідно з іншими переказами, Гіади були сімома доньками Атланта й Етри. Є версія, за якою океаніда Плейона народила Атлантові п'ятнадцять доньок; п'ятьох з них назвали Гіадами, бо вони дуже любили свого брата Гіаса. Коли Гіас загинув на полюванні, сестри з туги вкоротили собі віку; Зевс обернув їх на сузір'я. Поява Гіад-плакальниць сповіщала про прихід дощової пори. Гіадами називали ще несейських (опікунки Діоніса) та додонських (годувальниці Зевса) німф.